# Eisenhammer (Hasloch)

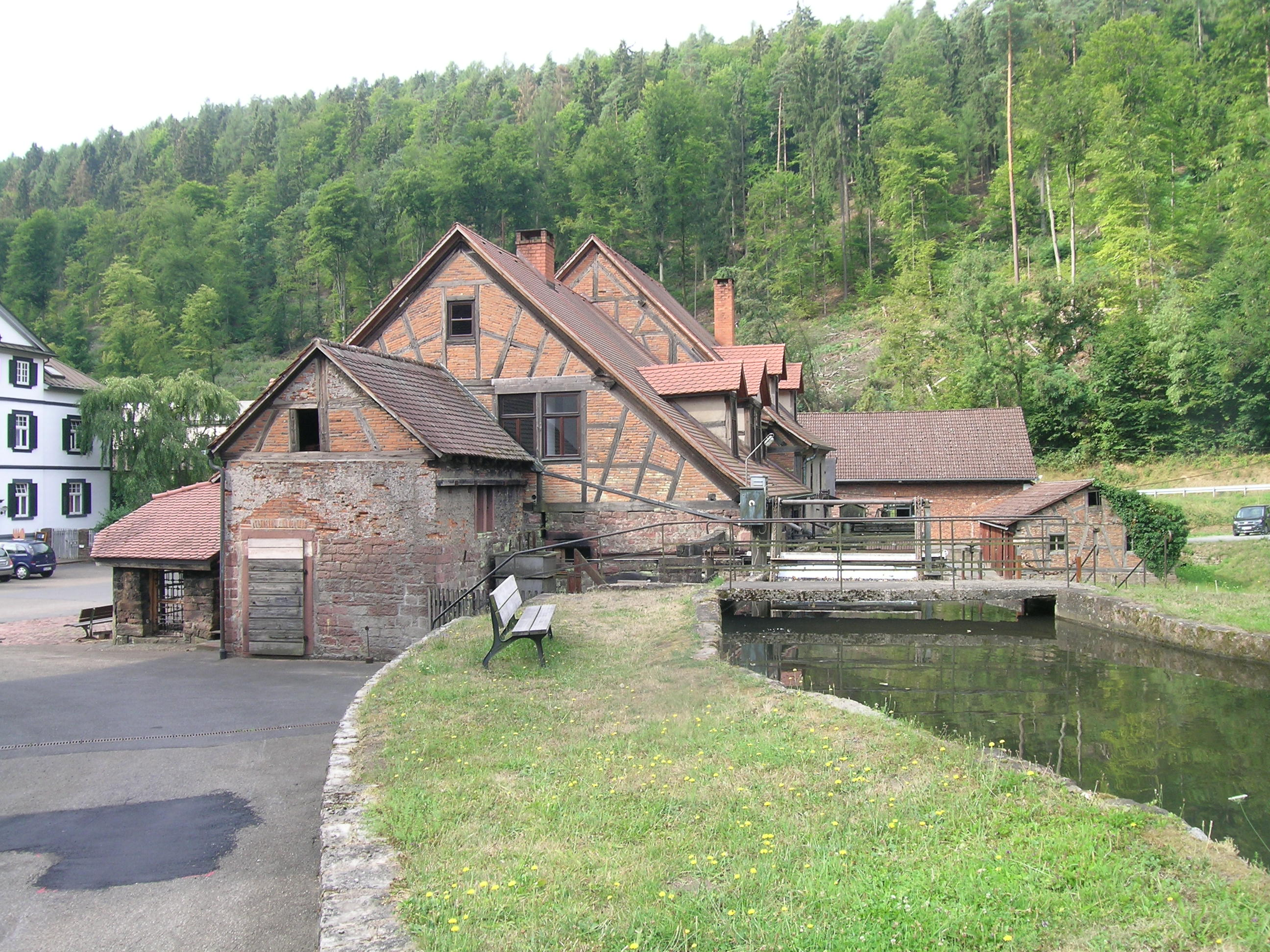
Gebäude vom Eisenhammer Hasloch

Eisenhammer ist ein Gemeindeteil der Gemeinde Hasloch im unterfränkischen Landkreis Main-Spessart in Bayern.

## Geographie
Der Weiler liegt in der Gemarkung des Hasloch. Durch den Ort fließt der Haslochbach, der in Hasloch in den Main mündet.
Im Weiler befindet sich der Eisenhammer Hasloch.